# Europeiska friidrottsförbundet

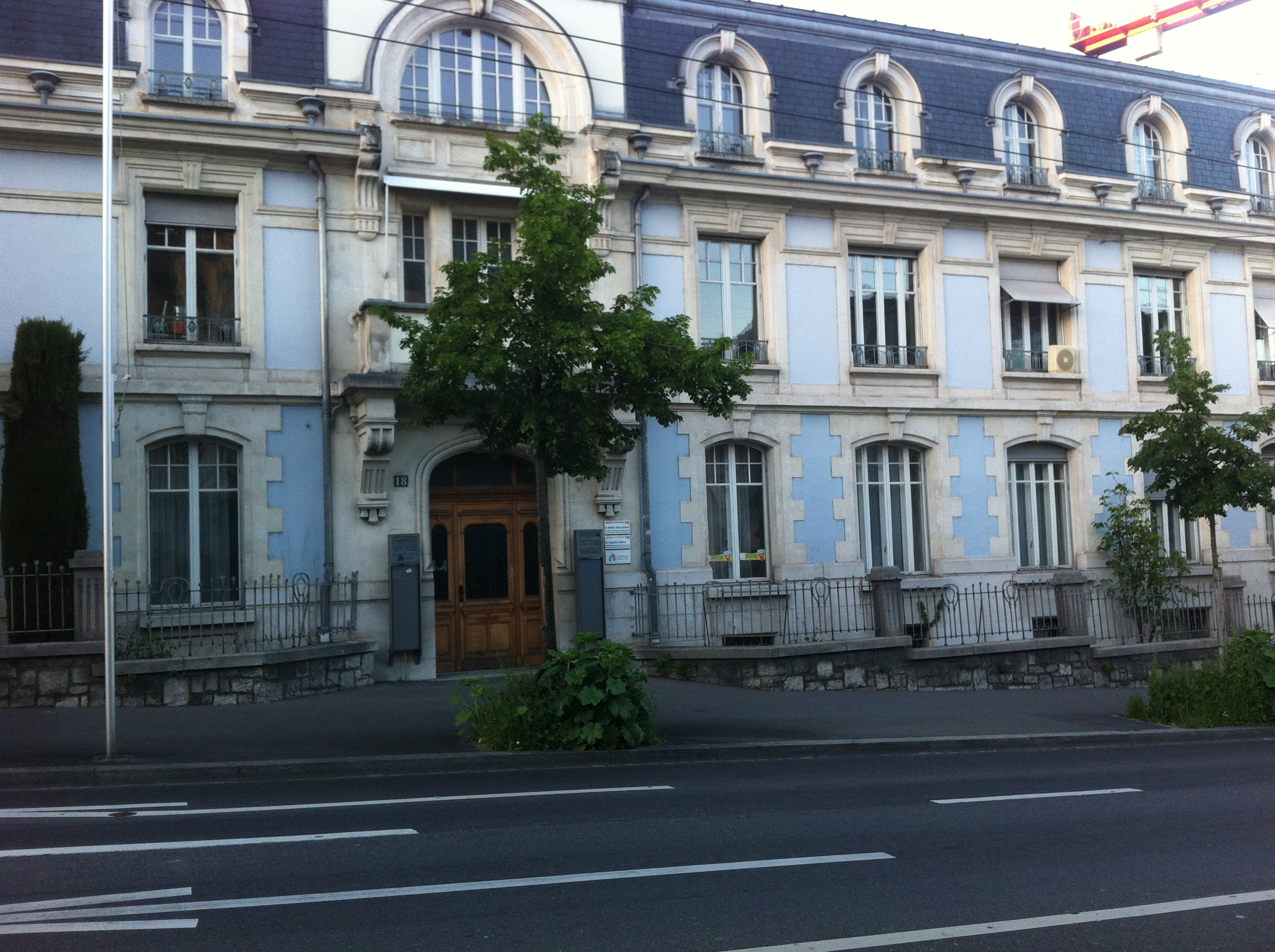
Huvudkontoret i Lausanne.

Europeiska friidrottsförbundet (EAA från engelska European Athletic Association) är en organisation som styr över friidrotten i Europa. Organisationen grundades 1932 och har sedan 1 januari 2004 huvudkontor i Lausanne i Vaud i Schweiz.
Europeiska friidrottsförbundet utser arrangörer av bland annat Europamästerskapen i friidrott och Europeiska inomhusmästerskapen i friidrott.

## Medlemsländer
Dess medlemmar är friidrottsförbund i europeiska länder. Följande länder har medlemsförbund:
| - Albanien - Andorra - Armenien - Azerbajdzjan - Belgien - Bosnien och Hercegovina - Bulgarien - Cypern - Danmark - Estland - Finland - Frankrike - Georgien - Gibraltar - Grekland - Irland - Island | - Israel - Italien - Kosovo - Kroatien - Lettland - Liechtenstein - Litauen - Luxemburg - Nordmakedonien - Malta - Moldavien - Monaco - Montenegro - Nederländerna - Norge - Polen - Portugal | - Rumänien - Ryssland - San Marino - Schweiz - Serbien - Slovakien - Slovenien - Spanien - Storbritannien - Sverige - Tjeckien - Turkiet - Tyskland - Ukraina - Ungern - Belarus - Österrike |

### Fotnoter
1. ↑  ”History” (på engelska). Europeiska friidrottsförbundet. http://www.european-athletics.org/european-athletics/who-we-are/history.html. Läst 6 augusti 2015.